# Ida Hiršenfelder
Ida Hiršenfelder je zvočna umetnica. Kot glasbenica nastopa z glasoličnim vzdevkom beepblip. Delovala je tudi kot slovenska kuratorka in kritičarka za intermedijsko umetnost, 1977, Kranj. *
Instalacija Časovni zamik – Kemobrionični vrt, ki jo je pripravila v sodelovanju z intermedijsko umetnico Robertino Šebjanič in zvočnim umetnikom Alešem Hiengom – Zergonom, je bila predstavljena na festivalu Ars Electronica v Linzu leta 2016. Je tudi ena od vodilnih članic inciative ČIPke, ki raziskuje situacijo žensk v znanstveno tehničnem kontekstu in intermedijski umetnosti. Bila je članica glasbenega kolektiva Theremidi Orchestra, audio-vizualne "naredi-sam" skupnosti. Je članica glasbene skupine Jata C, katere člani so tudi Brane Zorman, Boštjan Perovšek, Bojana Šaljič Podešva in OR poiesis.
Živi in dela v Ljubljani. Zaposlena je bila v +MSUM Muzeju sodobne umetnosti Metelkova kot arhivistka.